# Перитон (астрономія)

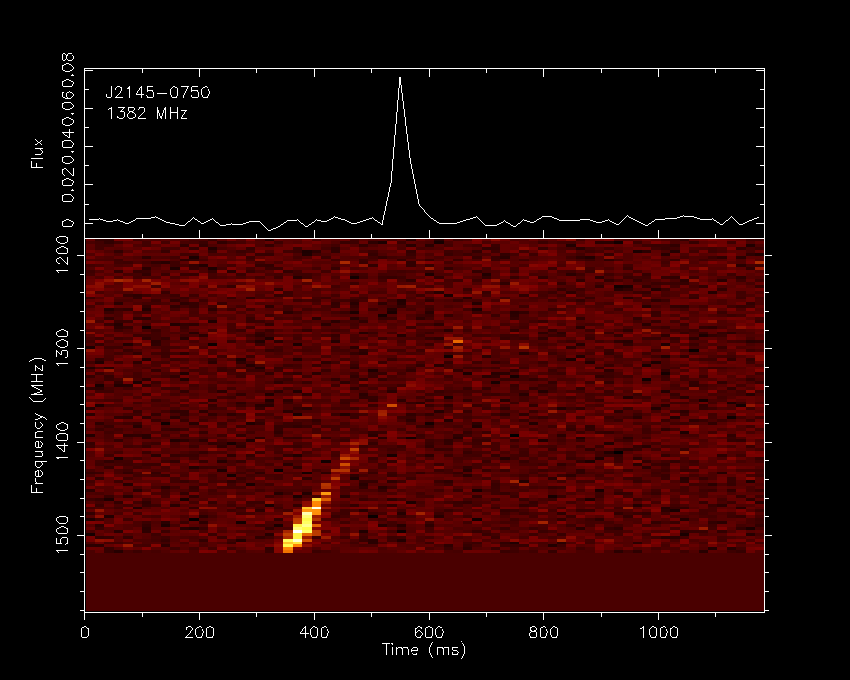
Перитон, виявлений в обсерваторії Паркса. Перитон триває кілька мілісекунд, протягом яких частота сигнилу знижується, нагадуючи швидкий радіосплеск

Перитони — короткі штучні радіосигнали, що нагадують швидкі радіосплески. Реєструвались здебільшого в обсерваторії Паркса, активно досліджувались в 2007—2015 роках. Природа перитонів тривалий час залишалась невідомою, хоча основною гіпотезою було їхнє земне, а не космічне походження. Зрештою, було встановлено, що перитони викликані передчасним відкриттям дверцят мікрохвильової печі поряд з радіотелескопом.

## Найменування
Через незрозуміле походження радіосигнали були названі на честь перитона, міфічного крилатого оленя, який відкидає тінь людини. Ця назва відсилає до того, що сигнали створені людиною, але мають характеристики, що імітують природні явища швидких радіоімпульсів. Такий термін обрала Сара Берк-Сполаор у 2011 році.

## Виявлення
Перитони спостерігалися в обсерваторії Паркса та радіообсерваторії Блеєна. Після відкриття першого швидкого радіоімпульсу у 2007 році Берк переглянула старі радіотелескопічні дані у пошуках подібних сигналів і знайшла щось схоже на те, що шукала. 16 знайдених нею сигналів, здавалося, заповнювали всю ділянку неба, видиму в телескоп. Відсутність спрямованості в нових сигналах спонукала Берк до думки, що сигнали були мали земне походження. Між 1998 і 2015 роками старі дані показали 46 перитонів, які були ідентифіковані в обсерваторії Паркса. 23 червня 1998 року в тому самому місці протягом 7 хвилин було виявлено 16 перитонів. У січні 2015 року в обсерваторії Паркса було виявлено 3 перитони. Станом на 2015 рік 25 перитонів були предметом наукових публікацій.

## Гіпотези походження
Ці сигнали мали деякі характеристики, подібні до швидких радіоімпульсів, які, ймовірно, надходили з-за меж галактики Чумацький Шлях. Однак астрономічне походження перитонів було швидко виключено. Щоб відстежувати дії поблизу телескопа, з грудня 2014 року був встановлений моніторинг радіочастотних сигналів в обсерваторії Паркса. Було визначено, що кожний перитон супроводжувався радіовипромінюванням на частоті 2,5 ГГц, яке перебувало поза полем зору телескопа. Гіпотетичні потенційні джерела перитонів включали:
- Сигнали з літаків
- Спалахи в іоносфері
- Блискавка
- Сонячні спалахи
- Земні гамма-спалахи
- Вузький біполярний імпульс[en] (електричні розряди між хмарами на великій висоті потужністю в кілька сотень гігават).

## Ідентифікація походження
У 2015 році було виявлено, що перитони є результатом передчасного відкриття дверцят мікрохвильової печі в обсерваторії Паркса. 17 березня 2015 року 3 перитони були створені експериментально: у мікрохвильову піч поставили керамічні чашки з водою і відкрили дверцята, поки піч працювала. Коли магнетрон вимикається, мікрохвильова піч випускає радіоімпульс із динамічним спектром, який дуже схожий на спектр швидких радіоімпульсів. Дві мікрохвильові печі Matsushita були визнані відповідальними за більшість перітонів. Обидві були працездатними та старшими за 27 років. Перитони виривалися через відкриті дверцята мікрохвильової печі приблизно в 50 % випадків.